# Niccolò Orlandini
Niccolò Orlandini, né le 10 avril 1553 à Florence (Italie) et décédé le 17 mai 1606  à Rome, est un prêtre jésuite italien, historien et érudit.

## Biographie
Né à Florence dans une famille patricienne le 19 avril 1553, Niccolò entre au noviciat des jésuites le 7 novembre 1572.
Après les années de formation spirituelle et intellectuelle suivies d'années d'enseignement Orlandini devient père confesseur du collège de Nola en 1590, puis recteur au collège de Naples (en 1591) et maître des novices de Naples en 1593. Au terme de 6 ans il arrive à Rome, au noviciat Saint-André du Quirinal, à la fin de 1599 où il devient secrétaire du Père Général des Jésuites Claudio Acquaviva qui lui demande d'écrire l'histoire de la Compagnie de Jésus, probablement au début décembre 1597.
Avec le soutien du Supérieur Général il obtient que les derniers témoins de la période ignacienne donnent leur témoignage sur les origines de la Compagnie de Jésus, mais son 'Histoire de la Compagnie', année par année, se base principalement sur le 'Chronicon' de Juan de Polanco, secrétaire de saint Ignace de Loyola. Francesco Sacchini, un proche collaborateur continua son œuvre historique après sa mort.
Orlandini a également écrit une vie de Pierre Favre, premier prêtre de la Compagnie de Jésus, et un livre de commentaires et explications des 'Constitutions de la Compagnie de Jésus'.

## Publications
- Historiae Societatis Jesu Prima pars (Rome, 1614, 1615, 1621; Lyon, 1617; Anvers, 1620; Cologne, 1620). L'oeuvre monumentale fut continuée successivement par Francesco Sacchini, Pierre Poussines, Joseph de Jouvancy et Giulio Cesare Cordara. La sixième et dernière partie (jusqu'en 1633) a été publiée à Rome en 1758.
- Annuæ litteræ Societatis Jesu, anni 1583-85 (1585–1588).
- Vita Petri Fabri (1617), également publiée sous le titre de Forma sacerdotis Apostolici, expressa in exemplo Petri Fabri (1647).
- La vie du R. P. Pierre Le Fevre, premier compagnon du B. P. Ignace de Loyola fondateur de la compagnie de Jésus. Composee en latin par le P. Nicolas Orlandin de la mesme compagnie. Et mise en françois par un autre pere d'icelle, Bordeaux, Simon Millanges, 1618, 12 p. (lire en ligne).
- Tractatus seu Commentarii in Summarium Constitutionum et in regulas communes (Dernière édition: 1876).